# Roma Pavilon
A Velencei biennálé Roma Pavilonja a 2007-es biennálén mutatkozott be először Lost Paradise – Elveszett Paradicsom címmel. Az esemény egyaránt fontos előrelépés a cigány képzőművészet prezentációja, valamint egy nemzetközi szintű, autonóm cigány kulturális intézményrendszer kiépülése szempontjából is.

## A 2007. évi Roma Pavilon

### A szervező munkacsoport
Főszervező:
- Junghaus Tímea  Magyarország

művészettörténész,
a budapesti „Nyílt Társadalom Intézet Alapítvány” „Művészet és Kultúra Programjának” „Romák Kulturális Részvételét Támogató Projekt” igazgatója
Munkatársak:
- Viktor Misiano  Olaszország •  Oroszország

művészettörténész, nemzetközi kritikus
- Thomas Acton  Egyesült Királyság

romológus professzor, University of Greenwich
- Bencsik Barnabás  Magyarország

kurátor, a Nemzetközi Kortárs Képzőművészeti Iroda igazgatója
- Dragan Klaić  Hollandia

kutató, az európai kultúrpolitika elemző publicistája
- Marketta Seppala  Finnország

a Frame Alapítvány igazgatója, az Északi Pavilon 2007. megbízottja
- Székely Katalin  Magyarország

művészettörténész, műkritikus
A kiállítás rendezője:
- Julius Gyula  Magyarország

kortárs művész a Triptichon művészeti igazgatója

### A kiállító művészek
- Daniel BAKER  Egyesült Királyság
- Balogh Tibor   Magyarország
- Mihaela CIMPEANU  Románia
- Gabi Jiménez  Franciaország
- KÁLLAI András  Magyarország •  Egyesült Királyság
- Damian LE BAS  Egyesült Királyság
- Delaine LE BAS  Egyesült Királyság
- Kiba LUMBERG  Finnország
- Oláh Mara OMARA  Magyarország
- Marian PETRE  Románia
- Nihad Nino PUSIJA  Bosznia-Hercegovina •  Németország
- RAATZSCH Jenő André  Magyarország •  Németország
- Dušan RISTIĆ  Szerbia •  USA
- Szentandrássy István   Magyarország
- SZIRMAI Norbert • RÉVÉSZ János  Magyarország

### Támogató szervezetek
- Open Society Institute – Nyílt Társadalom Intézet
- Allianz Kulturstiftung – Allianz Kulturális Alap
- European Cultural Foundation – Európai Kulturális Alap

### A kiállítás programjai
A kiállítás megtekinthető volt:
- Velence, Palazzo Pisani S. Marina, 2007. június 10. – november 21. • Több mint 20 000 néző látta.

Kapcsolódó koncertek:
Snétberger Ferenc  Magyarország –  Németország • Shukar Collective Band  Románia • Kal  Szerbia • Gruppo Alexian Santino Spinelli  Olaszország • Esma Redžepova i Ensembl Teodosievski  Észak-Macedónia • Damian Draghici  Románia
A kiállítás anyagából virtuális bemutatót tartottak Rómában és Londonban, három művész pedig Münchenben mutatkozott be személyesen is.

### Filmes beszámolók
- A Roma Pavilon hivatalos videóanyaga. 10 rövidfilm
- Az első Roma Pavilon. 7 perces film
- Roma művészet a velencei biennálén. I. rész. 8 perces film
- Roma művészet a velencei biennálén. II. rész. 8 perces film

### Fényképes beszámolók
- Fényképek az ünnepélyes megnyitóról
- Az Universes in Universe beszámolója
- Kunstforum beszámolója[halott link]

## Cigány tematikájú összefoglaló szócikkek
- Cigány népcsoportok
- Cigány nyelv
- Cigány irodalom
- Cigány képzőművészet
- Cigány nemzeti jelképek
- Cigány ünnepek
- Cigányok